# Folle banderuola/Un disco e tu
Folle banderuola/Un disco e tu è il 19º singolo discografico di Mina, pubblicato nel dicembre 1959 dalla casa discografica Italdisc.

## Copertina
Ha due copertine: ufficiale Archiviato il 12 marzo 2023 in Internet Archive. e alternativa.

## Storia
Da questo 45 giri lo pseudonimo Baby Gate scompare definitivamente da supporti e copertine. Giulio Libano arrangia i due brani la cantante e accompagna Mina con la sua orchestra.
Come tutti i singoli pubblicati dall'artista, anche queste canzoni sono contenute rimasterizzate nell'antologia specializzata su CD Ritratto: I singoli Vol. 1 del 2010.
Il singolo entra nelle classifiche del 1960 con un modesto riscontro di vendite, ottiene il 22º posto nella graduatoria settimanale e il 78º in quella annuale, nonostante sia contemporaneo a grandissimi e popolarissimi successi dell'artista, come Il cielo in una stanza e Tintarella di luna rispettivamente primo assoluto e tredicesimo lo stesso anno.
Il brano Folle banderuola è presente nell'EP Folle banderuola/La luna e il cow boy/Un piccolo raggio di luna/Vorrei sapere perché e nell'album di debutto dell'artista Tintarella di luna, entrambi pubblicati i primi mesi del 1960.
Il cofanetto monografico Gli anni Rai, composto da 10 DVD e pubblicato da Rai Trade e GSU nel 2008, contiene due registrazioni dal vivo del brano tratte da altrettante trasmissioni televisive:
- Canzonissima 1960, 5ª puntata (12 settembre) - canzone intera (durata 2:50) Gli anni Rai 1959-1962 Vol. 10
- Alta Pressione 1962, 3ª puntata (30 settembre) - frammento (durata 1:05) Gli anni Rai 1962-1965 Vol. 9

Mina ha inciso anche la versione francese, intitolata Folle girouette (testo di Roger Berthier), reperibile nella discografia straniera dell'artista sull'EP del 1963 Folle Girouette/Confettis/Ho paura/Confidenziale (Festival Records IT 45 1013 S) e nella raccolta Notre étoile del 1999. In Italia è stata inclusa nel CD Internazionale del 1998.
Il brano Un disco e tu è la cover del lato B del singolo Non occupatemi il telefono/Un disco e tu (La voce del padrone 7 MQ 1333) cantato da Sergio Endrigo con il complesso di Riccardo Rauchi (coautore della musica), inciso lo stesso anno.
La versione di Mina si trova anche nella raccolta Mina ...Di baci del 1993.

## Tracce
Lato A
1. Folle banderuola (arrangiamento Piero Gosio) – 2:20 (Gianni Meccia; edizioni musicali Ariston)

Lato B
1. Un disco e tu – 1:58 (testo: Franco Franchi – musica: Santi Latora, Riccardo Rauchi; edizioni musicali Curci)